# Ruth Adler
Ruth Margaret Adler, nacida Oppenheimer, (1 de octubre de 1944 – 18 de febrero de 1994) fue una feminista, responsable de diversas campañas en favor de los derechos humanos y responsable de incidencia en el bienestar de la infancia. Fue la fundadora de la oficina de Amnistía Internacional en Escocia en 1991, y su primera empleada allí. Fue miembro fundador de la Scottish Women's Aid en 1974, miembro de la región de Lothian en el panel de la infancia y ayudó a establecer el Centro escocés para el Derecho de la Infancia.  

## Biografía
Los padres de Ruth, Charlotte y Rudolf Oppenheimer llegaron desde Alemania a Reino Unido como refugiados en los años 30. Ruth nació en Devon donde su padre había sido destinado durante la guerra.
Estudio Filosofía, Políticas y Económicas en Somerville College, Oxford y un MA en Filosofía en la Universidad de Londres. En los años 60 se mudó a Escocia con su marido e hijos y se convirtió en tutora a tiempo parcial en el departamento de filosofía en la Universidad de Edimburgo durante años hasta que obtuvo el doctorado en Derecho. Estuvo muy influenciada por su supervisor durante el doctorado, Neil MacCormick. Era bilingüe en inglés y alemán y después de su doctorado colaboró con MacCormickl en traducir del alemán al inglés libros del checo (Ota Weinberger) y del alemán (Robert Alexy, Guenter Teubner), filósofos legales.
Mientras trabajaba en el Centro escocés de Derechos de la Infancia, ella creó la primera base de datos  exhaustiva de derecho de la infancia en Escocia. Fue magistrada  y juez de paz. De 1987 a 1991  fue la responsable para investigar las quejas contra abogados como Ayudante al Observador Laico para Escocia.
Siendo miembro destacada de la comunidad judía de Edimburgo fue editora de Edinburgh Star.  Además fue presidenta en 1998 y secretaria de la Sociedad Literaria Judía de Edimburgo.

## Trabajos
El tema de su tesis en 1983 fue legal intervention in the lives of children. Fue publicado como libro en 1985 con el título Taking Juvenile Justice Seriously.

## Legado
El obituario de Adler en The Independent describe sus tres pasiones:  
'Su vida estuvo conducida por sus tres pasiones: la justicia, la infancia y su familia. A todo esto uso su formidable inteligencia, energía incansable, extraordinaria determinación y, sobre todo, su espíritu generoso y bondad amorosa. Estas pasiones tocaron las vidas de incontables personas'.
Hay una placa dedicada en el jardín de la guardería de la Universidad de Edimburgo.
La Escuela de Derecho en la Universidad de Edimburgo patrocina una conferencia anual de Ruth Adler sobre los derechos humanos. Entre los ponentes destacados se encuentran Shami Chakrabarti en 2016; Stephen Sedley (2015)  Profesor Christopher McCrudden (2013) y  Profesor Conor Gearty (2009).
Existe un premio Ruth Adler que se entrega anualmente al mejor estudiante del curso ordinario de Pensamiento Legal Crítico.